# Bunama Kunta
Cheikh Bunama Kunta, ou Bunaama ou Bou Naama, (1780 - vers 1843) est un religieux qâdirî – une confrérie soufie – qui fonda un centre d'enseignement coranique à Ndankh (près de Mekhe au Sénégal) en 1809.
Arrivé au Cayor au début du XIXe siècle, il est nommé cadi et chargé de la correspondance du damel avec le gouverneur de Saint-Louis.
Bou Kounta est son fils posthume.